# 長野県道232号新井伊那八幡停車場線
長野県道232号新井伊那八幡停車場線（ながのけんどう232ごう あらいいなやわたていしゃじょうせん）は、長野県飯田市松尾新井の長野県道18号伊那生田飯田線交点と同市八幡町の飯田線伊那八幡駅を結ぶ一般県道。

## 概要

### 路線データ
- 起点：飯田市松尾新井（弁天橋西交差点、長野県道18号伊那生田飯田線交点）
- 終点：飯田市八幡町（飯田線伊那八幡駅）

## 交差する道路
- 長野県道18号伊那生田飯田線（起点）
- 長野県道231号伊那八幡停車場線（終点）